# Zapatos con alzas
Se trata de un tipo de calzado de apariencia convencional, pero que contiene una cuña interior de cierta altura (en torno a 3 cm), de peso ligero y diseño anatómico. La combinación de la cuña y un tacón exterior en el zapato de entre 3 y 4 centímetros de altura, permite un aumento de estatura de hasta 7 cm.
Son una adaptación del zapato ortopédico que en principio se creó para corregir leves problemas de dismetría en el tren inferior, pero que se ha ido desarrollando hasta cumplir fines meramente estéticos.
Su uso, sin embargo, no ha estado exento de críticas que los consideran como una indumentaria innecesaria y frívola utilizada para exhortar a las personas a encasillarse dentro de los patrones estéticos de la moda actual.

## Historia
En 1972 se comienzan a comercializar en Italia los primeros zapatos con alzas. El fabricante desarrolló esta iniciativa con gran éxito siendo bien acogida por la clase pudiente de uno de los países con la media de estatura más baja en toda Europa.
Este tipo de calzado es usado principalmente por personas de estatura reducida, por cuestiones de imagen pública. Resulta llamativo los casos de actores, personalidades y altos cargos públicos que hacen uso de este tipo de calzado para aumentar su autoestima, ganar en confianza y mejorar su imagen mediática.
También es un calzado que se emplea para corregir asimetrías anatómicas, como la diferencia de medida entre las piernas o las desviaciones de cadera o columna moderadas. Se trata de una alternativa eficaz y discreta al antiestético zapato ortopédico.

## Resumen
La suela del calzado que aumenta la estatura, al igual que el tacón en los zapatos con plataforma, puede estar hecha de diversos materiales: plástico, madera o caucho. Los zapatos con suela gruesa también se utilizan para problemas ortopédicos, aunque generalmente no se emplea el término «zapatos que aumentan la estatura». La parte del talón de la plantilla está engrosada entre 5 y 10 cm, lo que visualmente la hace más alta y larga, como en los zapatos de tacón alto o en los botines londinenses. Sin embargo, a diferencia de los botines londinenses, la parte visible del talón no es alta, y la característica principal es que exteriormente parece un calzado común. Existen otros productos diseñados para elevar la suela mediante plantillas, pero debido a su construcción, el efecto es menos pronunciado que en los productos que logran el mismo efecto gracias a toda la estructura del zapato.
Antiguamente, este producto fue desarrollado con el propósito de explotar el complejo de inferioridad en hombres por su «baja estatura», y se conocía como un artículo de venta antigua, pedido por correo y anunciado en numerosas revistas y otros medios de comunicación incluso antes de la amplia difusión de Internet.
Gracias a un diseño renovado y tecnologías mejoradas, ahora el calzado masculino para aumentar la estatura está disponible en una amplia gama: desde modelos clásicos hasta zapatillas casuales, ofreciendo versatilidad sin sacrificar la comodidad. Los zapatos de uso diario y los clásicos son adecuados para eventos y para el uso cotidiano en el trabajo con código de vestimenta estricto. En Estados Unidos y algunos países europeos, como Italia, los mocasines se usan ampliamente como calzado casual e informal para trabajo y ocio, aunque para ocasiones más formales se prefieren los zapatos con cordones.
Algunas tiendas o departamentos especializados en trajes para bodas y otros eventos preparan varios tipos de zapatos altos con diferentes alturas para atuendos formales en casos donde el novio es bajo o considerablemente más bajo que la novia. 

## Practicidad
A cambio de hacerte más alto, tendrás que usarlos en una posición elevada y poco natural, por lo que no son adecuados para ejercicios habituales. Además, el calzado con suelas muy altas dificulta subir y bajar escaleras, por lo que debes elegir zapatos con los que puedas realizar las actividades diarias.

## Ventajas estéticas del uso de calzado con alzas
- Parecer hasta 7 cm más alto y entre 6 y 10 kilos más delgado por la proporción altura/peso
- Distender el tendón del pie y reducir el cansancio del mismo.
- Eliminar peso de la base de la columna vertebral.
- Aliviar ciertos dolores de espalda y cervicales.